# Натрієва газорозрядна лампа

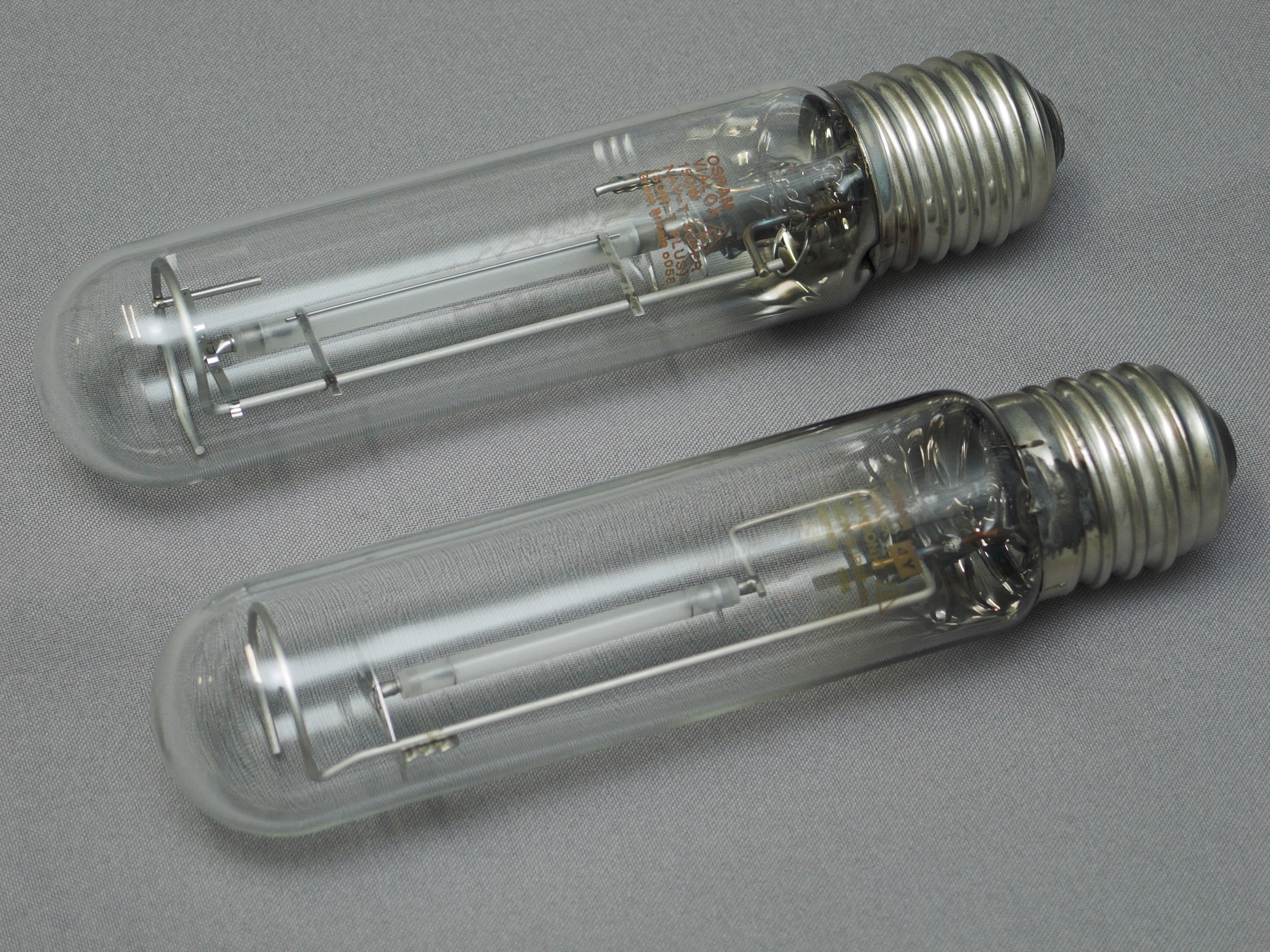
Натрієві лампи потужністю 150 і 100 Вт

Натрієва газорозрядна лампа (НЛ) — електричне джерело світла, світлодайним тілом якого, служить газовий розряд в парах натрію. Тому переважним у спектрі таких ламп, є резонансне випромінювання натрію; лампи дають яскраве помаранчево-жовте світло. Ця специфічна особливість натрієвих ламп (монохроматичність випромінювання) викликає при освітленні ними незадовільну якість передачі кольору. Через особливості спектру та суттєве мерехтіння на подвоєній частоті живильної мережі, дані лампи застосовуються в основному, для вуличного освітлення, утилітарного, архітектурного та декоративного. Для внутрішнього освітлення виробничих площ використовується у випадку, якщо немає вимог до високого значення індексу передачі кольору джерела світла.
Залежно від величини парціального тиску парів натрію, лампи поділяють на натрієві лампи низького тиску (НЛНТ) і високого тиску (НЛВТ).
Попри недоліки, натрієві лампи є одним з найефективніших електричних джерел світла. Світловіддача натрієвих ламп високого тиску досягає 150 Лм/Вт, низького тиску — 200 люмен/Ватт. Термін служби натрієвої лампи до 28,5 тис. годин.

## Натрієва лампа низького тиску
Історично, першими з натрієвих ламп, були створені НЛНТ. У 1930-і роки цей вид джерел світла швидко ширився Європою. У СРСР велися експерименти з освоєння виробництва НЛНТ, існували навіть моделі, що випускалися серійно, однак впровадження їх у досвід загального освітлення перервалося через освоєння технологічніших ртутних газорозрядних ламп, які, у свою чергу, стали витіснятися НЛВТ. Схожа картина спостерігалася у США, де НЛНТ у 1960-і роки були повністю витіснені металогалогенними лампами. Однак у західній Європі НЛНТ досі поширені досить широко. Одним з їхніх застосувань є освітлення заміських шляхів.
Лампи низького тиску відрізняються низкою особливостей. По-перше, пари натрію вельми агресивні до скла. Через це внутрішня колба зазвичай виконується з боросилікатних скелець. По-друге, ефективність НЛНТ дуже залежить від температури довкілля. Для забезпечення прийнятного температурного режиму колби, остання поміщається до зовнішньої скляної колби, що відіграє роль «термоса». Всередині зовнішньої колби в сучасних НЛНТ створюють високий вакуум, а сама колба покрита оксидом індію або оксидом олова, що добре пропускає світло натрієвого розряду але ефективно відбиває інфрачервоне випромінювання, таким чином запобігаючи втратам тепла. 

## Натрієва лампа високого тиску
Створення ламп високого тиску, потребувало іншого вирішення проблеми захисту матеріалу колби від впливу не лише парів натрію, але й високої температури електричної дуги. Було розроблено технологію виготовлення трубок з оксиду алюмінію Al2O3. Така прозора та хімічно стійка трубка зі струмовводами вміщується до зовнішньої колби з термостійкого скла. Порожнина зовнішньої колби вакуумується і ретельно дегазується. Останнє потрібно для підтримки нормального температурного режиму роботи пальника та захисту ніобієвих струмових вводів від впливу атмосферних газів.
Пальник НЛВТ заповнюється буферним газом, яким слугують газові суміші різного складу, а також у них дозується амальгама натрію (сплав з ртуттю). Існують НЛВТ «з покращеними екологічними якостями» — безртутні.
Лампи світять жовтим або оранжевим кольором (в кінці строку служби лампи спектр випромінювання змінюється і варіюється від темно-оранжевого до червоного). Високий тиск парів натрію у лампі, яка працює, викликає значне розширення випромінюваних спектральних ліній. Тому НЛВТ мають квазібезперервний спектр в обмеженому діапазоні жовтої області. Кольоропередача за освітлення такими лампами дещо покращується порівняно з НЛНТ, однак падає світлова віддача лампи (приблизно до 150 лм/Вт).
Натрієві лампи високого тиску використовують у промисловому рослинництві для додаткового освітлення рослин, що дає можливість їхнього інтенсивного росту протягом всього року.

## Технічні характеристики деяких моделей
| Модель             | Р, Вт | U на лампі, В | Світловий потік, лм | Цоколь | Довжина | Діаметр | Виробник |
| ------------------ | ----- | ------------- | ------------------- | ------ | ------- | ------- | -------- |
| NAV -Т 100W        | 100   | 120           | 9000                | Е40    | 211     | 46      | Osram    |
| NAV-Т 70W          | 70    | 100           | 5900                | Е27    | 156     | 37      | Osram    |
| NAV -Т 150W        | 150   | 120           | 14500               | Е40    | 211     | 46      | Osram    |
| NAV-Т 250W         | 250   | 120           | 27000               | Е40    | 257     | 46      | Osram    |
| NAV -Т 400W        | 400   | 120           | 48000               | Е40    | 258     | 46      | Osram    |
| LU70W/90/T12/E27   | 70    | 100           | 6000                | Е27    | 156     | 37      | GE       |
| LU150W/100/E40     | 150   | 120           | 15000               | Е40    | 211     | 46      | GE       |
| LU250W/T/E40       | 250   | 120           | 27500               | Е40    | 260     | 46      | GE       |
| LU400W/T/E40       | 400   | 120           | 50000               | Е40    | 283     | 46      | GE       |
| SON-T Pro 70W      | 70    | 90            | 6000                | Е27    | 156     | 38      | Philips  |
| SON-T Pro 100W     | 100   | 100           | 10500               | Е40    | 211     | 47      | Philips  |
| SON-T Pro 150W     | 150   | 100           | 15000               | Е40    | 211     | 47      | Philips  |
| SON-T Pro 250W     | 250   | 100           | 28000               | Е40    | 257     | 47      | Philips  |
| SON-H Pro 220W     | 250   | 100           | 20000               | Е40    | 257     | 47      | Philips  |
| SON-H Pro 350W     | 400   | 117           | 34000               | Е40    | 290     | 122     | Philips  |
| SON-Т Pro 400W     | 400   | 100           | 48000               | Е40    | 283     | 47      | Philips  |
| SON-T PIA Plus 50W | 50    | 88            | 4400                | Е27    | 156     | 32      | Philips  |
| ДНаТ-50ц           | 50    | 100           | 3700                | Е27    | 165     | 42      |          |
| ДНаТ-70ц           | 70    | 100           | 6000                | Е27    | 165     | 4       |          |
| ДНаТ-100ел         | 100   | 120           | 8000                | Е27    | 175     | 76      |          |
| ДНаТ-100ц          | 100   | 120           | 9800                | Е27    | 165     | 42      |          |
| ДНаТ-100ц          | 100   | 120           | 9000                | Е40    | 211     | 42      |          |
| ДНаТ-150           | 150   | 120           | 15000               | Е40    | 211     | 48      |          |
| ДНаТ-250           | 250   | 120           | 26000               | Е40    | 250     | 48      |          |
| ДНаТ-400           | 400   | 120           | 45000               | Е40    | 278     | 48      |          |
| ДНаТ-1000          | 1000  | 120           | 130000              | Е40    | 390     | 66      |          |